# Zajezierze, Tỉnh West Pomeranian

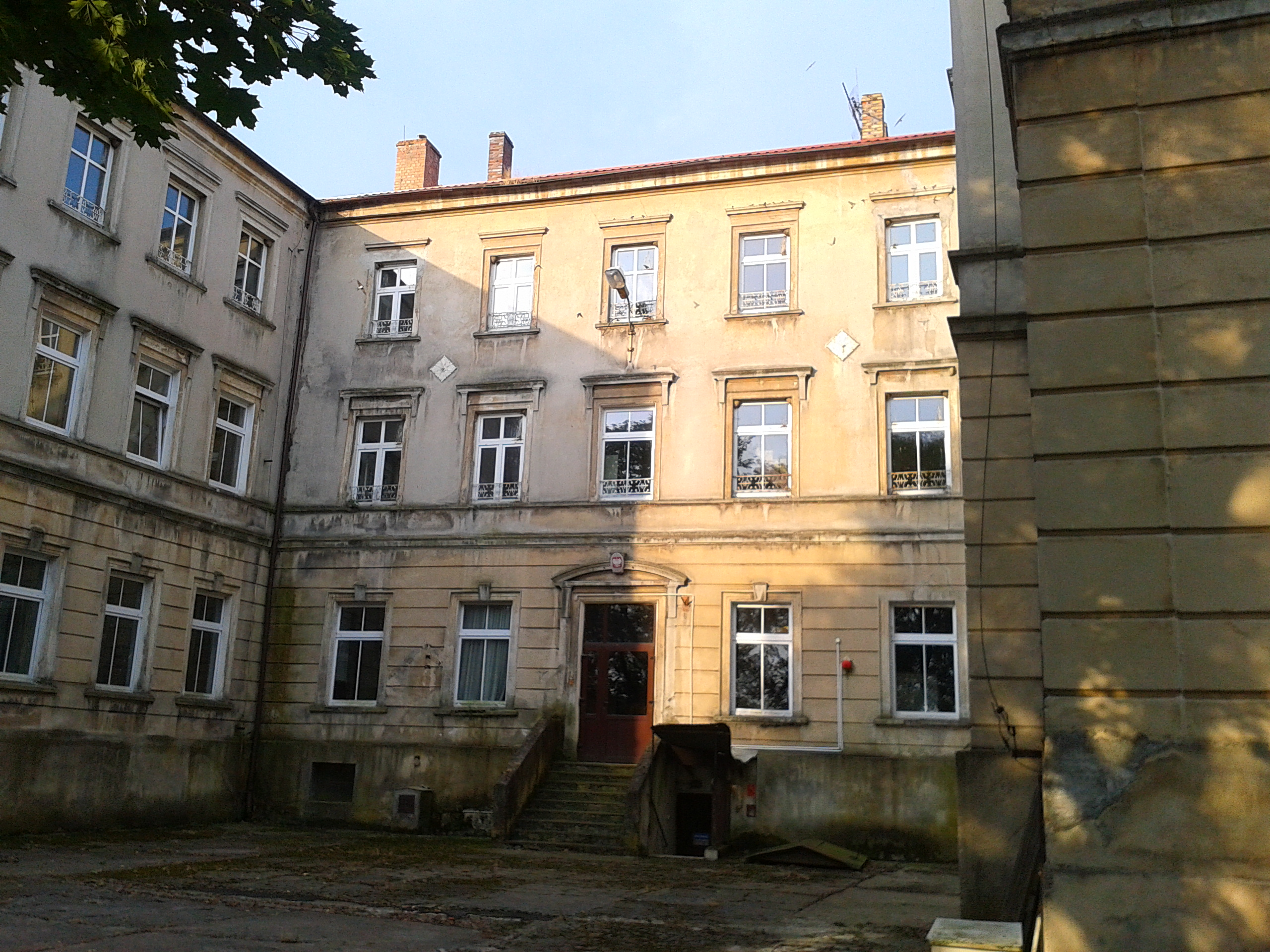
Cung điện ở Zajezierze

Zajezierze [zajɛˈʑɛʐɛ] là một ngôi làng thuộc khu hành chính của Gmina obez, thuộc quận Łobez, West Pomeranian Voivodeship, ở phía tây bắc Ba Lan. Nó nằm khoảng 10 kilômét (6 mi) phía đông nam Łobez và 79 km (49 mi) về phía đông của thủ đô khu vực Szczecin.